# Marpiré
Marpiré är en kommun i departementet Ille-et-Vilaine i regionen Bretagne i nordvästra Frankrike. Kommunen ligger i kantonen Vitré-Ouest som tillhör arrondissementet Fougères-Vitré. År 2022 hade Marpiré 1 013 invånare.

## Befolkningsutveckling
Antalet invånare i kommunen Marpiré
Referens:INSEE